# Bill Mixes with His Relations
Bill Mixes with His Relations è un cortometraggio muto del 1912. Il nome del regista non viene riportato.

## Produzione
Il film fu prodotto dalla Essanay Film Manufacturing Company.

## Distribuzione
Distribuito dalla General Film Company, il film - un cortometraggio a una bobina - uscì nelle sale cinematografiche USA il 26 dicembre 1912. Nel Regno Unito, venne distribuito l'anno seguente, il 13 marzo 1913.